# Carpentaria Shire
Koordinaten: 17° 44′ S, 139° 32′ O

Das Shire of Carpentaria ist ein lokales Verwaltungsgebiet (LGA) im australischen Bundesstaat Queensland. Das Gebiet ist 64.121 km² groß und hat etwa 2000 Einwohner.

## Geografie
Das Shire liegt im Norden des Staats am Südostende des Golf von Carpentaria etwa 1640 km nordwestlich der Hauptstadt Brisbane.
Größte Stadt und Verwaltungssitz der LGA ist Normanton mit etwa 1100 Einwohnern. Karumba ist mit etwa 500 Einwohnern die einzige weitere größere Ortschaft des Shires.

## Geschichte
Nachdem die Siedlung im westlich gelegenen Burketown zwischenzeitlich gescheitert war, entwickelte sich in den 60er Jahren des 19. Jahrhunderts eine Siedlung und die Stadt Normanton am Norman River. 1883 bekam das Gebiet eine lokale Verwaltung, die 1903 zum Shire erhoben wurde.

## Verwaltung
Der Carpentaria Shire Council hat fünf Mitglieder. Der Mayor (Bürgermeister) und vier weitere Councillor werden von allen Bewohnern des Shires gewählt. Die LGA ist nicht in Wahlbezirke unterteilt.